# 行動様式
行動様式（こうどうようしき）とは、人々の行動する様式の中でも、それが反復して行われるようなもののことを言う。多くの場合は特定の集団に属している人間の独特な様式のことが言われる。行動様式というのは属している組織や国家が異なっているだけで大きく異なるようになる事柄であり、日本人にとっては常識の行動様式であっても、それが外国人にとっては非常識となるといった形にである。逆に外国人にとっては常識の行動様式であっても、それが日本人にとっては非常識となる場合もある。企業が海外進出を行う上でも人事やマーケティングをうまく行うために、その国の国民の行動様式というのは研究しておくべき事柄である。